# Linden Hill (Queens)
Linden Hill est un quartier de la municipalité de New York, situé au cœur de l’arrondissement du Queens.
Linden Hill est délimité au nord par la 25e avenue et le boulevard Willets Point, à l'est par la 154e rue, au sud par le boulevard Northern et à l'ouest par l'autoroute Whitestone.
Linden Hill était à l'origine un domaine rural appartenant à la famille Mitchell. Ernest Mitchell possédait une zone adjacente à l'ouest, connue sous le nom de Breezy Hill, et son père possédait la zone aujourd'hui appelée Linden Hill. Les deux zones sont parfois désignées sous le nom de quartier Mitchell-Linden.
Un changement majeur dans la nature rurale de Linden Hill se produit au début des années 1950. Les frères Neisloss et l'architecte Benjamin Braunstein envisagent un projet coopératif sur Linden Hill et un site d'enfouissement sur le marais adjacent à l'ouest, qui offrirait des logements à revenus moyens aux vétérans de la Seconde Guerre mondiale et de la guerre de Corée. La construction est réalisée en vertu de la section 213 de la loi fédérale sur le logement de 1950, qui prévoit une assurance hypothécaire pour les projets non subventionnés. Quelques années plus tard, Gerace et Castagna, avec les architectes Samuel Paul et Seymour Jarmul, développent par la suite les Linden Towers, plus grandes. Paul est également l'architecte d'Embassy Arms. In fine, 41 immeubles de six étages totalisant 3.146 appartements, comprenant les coopératives Linden Hill, Mitchell Gardens, Linden Towers et Embassy Arms, ont été construits.
Autrefois quartier essentiellement euro-américain, Linden Hill est aujourd'hui un mélange diversifié d'Euro-Américains, d'Asiatiques et de Latino-Américains. Au cours de la dernière décennie, la population asiatique-américaine s'est considérablement développée dans la partie sud de Linden Hill (comme dans tout Flushing) et la population latino-américaine a également connu une croissance notable. À l'inverse, la population euro-américaine a quelque peu diminué, bien qu'elle soit encore très nombreuse au nord de Bayside Avenue, à l'ouest de la 149e rue.